# Gerald J. Wasserburg
Gerald J. Wasserburg (25 de marzo de 1927 - 13 de junio de 2016) fue un geólogo estadounidense. Llegó a ser profesor emérito John  D. MacArthur de Geología y Geofísica en el Instituto de Tecnología de California. Es conocido por su trabajo en las áreas de la geoquímica de isótopos, cosmoquímica, meteórica y astrofísica.
Después de dejar el ejército de EE. UU., donde recibió la banda de infantería de combate, se graduó en el instituto y asistió a la universidad en el G.I. Bill. Wasserburg completó su Ph.D. en la universidad de Chicago en 1954, con una tesis sobre el desarrollo de la datación K–Ar bajo la dirección de los profesores H. C. Ureyt y M. G. Inghram. Se unió a la plantilla del Caltech en 1955 como Profesor Ayudante, siendo nombrado profesor asociado en 1959 y profesor de geología y geofísica en 1962. En 1982  se convirtió en Profesor de Geología y Geofísica John D. MacArthur, cargo en el que se jubiló en 2001. Junto a Typhoon Lee y D. A. Papanastassiou, descubrió la presencia de corta duración del isótopo radioactivo 26Al en el sistema solar temprano y junto a William R. Kelly la igualmente breve presencia del 107Pd.
Wasserburg estuvo profundamente implicado en el programa Apolo con el estudio de sus muestras lunares como miembro de los "cuatro jinetes" junto a Bob Walker, Jim Arnold y Paul Werner Gast. Inició la medida precisa de muestras ultra-pequeñas bajo estrictas condiciones de habitación limpia con mínima contaminación. Fue el co-inventor del espectrómetro lunático (el primer espectrómetro de masas plenamente digital con escaneado de campo magnético controlado por ordenador) y fue el fundador del "asilo lunático" en Caltech, un laboratorio especializando en análisis isotópicos de alta precisión y sensibilidad en meteoritos, muestras lunares y terrestres. Junto a sus colaboradores logró establecer una cronología para la Luna y propuso la hipótesis del bombardeo intenso tardío (LHB) del sistema solar interior hace aproximadamente cercano hace 4.0 miles de millones de años (junto a F. Tera y D. A. Papanastassiou).
La investigación de Wasserburg llevó a un mejor entendimiento de los orígenes e historia del sistema solar y sus componentes así como de las fuentes estelares que precursoras de este. Este trabajo estableció una escala de tiempo para el desarrollo del sistema solar temprano, incluyendo los procesos de nucleosíntesis y la formación y evolución de los planetas, la Luna y los meteoritos. Posteriormente trabajó en modelos de la evolución química de la galaxia.
Fue miembro de la Academia Nacional de Ciencias de Estados Unidos, la Sociedad Filosófica Americana, la Academia Estadounidense de las Artes y Ciencias y la Academia Noruega de Ciencias y Letras. Ganó la medalla Arthur L. Day en 1970, la medalla de la NASA al Servicio Pública Distinguido en 1972 y 1978, la medalla Wollaston en 1985, la medalla de oro de la Real Sociedad Astronómica en 1991 y la medalla Bowie  en 2008. Fue co-ganador, junto a Claude Allègre, del premio Crafoord en geociencias en 1986. También fue galardonado con numerosos grados honorarios.
Fue galardonado con la medalla J. F. Kemp junto a Paul W. Gast de la universidad de Columbia en 1973, la medalla H. Hess de la Unión Geofísica Estadounidense en 1985, la medalla Leonarde la Sociedad Meoterítica en 1975, la medalla J. Lawrence Smith de la Academia Nacional de Ciencias en  1985, el premio Arthur L. Day de la  Academia Nacional de Ciencias en 1981, la medalla Holmes de la Unión Europea de Geociencias en 1986 y la medalla V. M. Goldschmidt de la Sociedad Geoquímica en 1978.